# Critoniopsis
 Critoniopsis Sch.Bip., 1863 è un genere di piante angiosperme dicotiledoni della famiglia delle Asteraceae.

## Etimologia
Il nome scientifico del genere è stato definito per la prima volta dal botanico Carl Heinrich Schultz (1805-1867) nella pubblicazione Jahresbericht der Pollichia, eines Naturwissenschaftlichen Vereins der bayerischen Pfalz (Jahresber. Pollichia 20-21: 430) del 1863.

## Descrizione
L'habitus di queste piante è di tipo arbustivo o arboreo con ricca ramificazione. È presente una pubescenza per peli di tipo stellato. Gli organi interni contengono lattoni sesquiterpenici.
Le foglie lungo il caule sono disposte sia in modo opposto che in modo alternato. La forma della lamina varia da ellittica a oblunga oppure rotonda. I margini sono interi. Le venature della pagina fogliare sono di tipo pennato. In alcuni casi il picciolo è lobato o alato.
Le infiorescenza, terminali, sono composte da capolini singoli o in agglomerati tipo pannocchia oppure di tipo corimboso. In alcuni casi le infiorescenze sono sottese da brattee fogliose. I capolini (sessili o peduncolati) sono composti da un involucro formato da 18 - 25 brattee embricate in 4 - 6 serie che fanno da protezione al ricettacolo sul quale s'inseriscono i fiori tubulosi. Le brattee dell'involucro sono per lo più decidue. Il ricettacolo è privo di pagliette.
I fiori, da 1 a 11 per capolino, sono tetra-ciclici (ossia sono presenti 4 verticilli: calice – corolla – androceo – gineceo) e pentameri (ogni verticillo ha in genere 5 elementi). I fiori sono inoltre ermafroditi e actinomorfi (raramente possono essere zigomorfi).
- Formula fiorale:

*/x K {\displaystyle \infty }, [C (5), A (5)], G 2 (infero), achenio
- Calice: i sepali del calice sono ridotti ad una coroncina di squame.
- Corolla: le corolle sono formate da un tubo terminante in 5 lobi fortemente ricurvi; la gola è evidente; il colore varia da lavanda a bianco; la superficie può essere sia pubescente per piccole ghiandole.
- Androceo: gli stami sono 5 con filamenti liberi e distinti, mentre le antere sono saldate in un manicotto (o tubo) circondante lo stilo.[4] Le antere, sagittate, sono caudate (con code) e a volte anche fimbriate e raramente sono ricoperte di ghiandole. Le appendici delle antere non sono sclerificate. Il polline è tricolporato (con tre aperture sia di tipo a fessura che tipo isodiametrica o poro), è echinato (con punte) ma non "lophato".[10]
- Gineceo: lo stilo è filiforme e provvisto di nodi. Gli stigmi dello stilo sono due divergenti e smussati con la superficie stigmatica posizionata internamente (vicino alla base). La pubescenza è del tipo a spazzola con peli ottusi.[11] L'ovario è infero uniloculare formato da 2 carpelli.

I frutti sono degli acheni con pappo. Gli acheni, a forma da cilindrica a prismatica e con 5 - 10 coste (non sono bicornuti), hanno la superficie glabra, sericea o con ghiandole. All'interno si può trovare del tessuto di tipo idioblasto e rafidi allungati (o possono mancare); non è presente il tessuto tipo fitomelanina. Il pappo, pluriseriato, è formato da setole capillari.

## Biologia
- Impollinazione: l'impollinazione avviene tramite insetti (impollinazione entomogama tramite farfalle diurne e notturne).
- Riproduzione: la fecondazione avviene fondamentalmente tramite l'impollinazione dei fiori (vedi sopra).
- Dispersione: i semi (gli acheni) cadendo a terra sono successivamente dispersi soprattutto da insetti tipo formiche (disseminazione mirmecoria). In questo tipo di piante avviene anche un altro tipo di dispersione: zoocoria. Infatti gli uncini delle brattee dell'involucro si agganciano ai peli degli animali di passaggio disperdendo così anche su lunghe distanze i semi della pianta.

## Distribuzione e habitat
Le piante di questo gruppo sono distribuite in America Centrale e del Sud.

## Tassonomia
La famiglia di appartenenza di questa voce (Asteraceae o Compositae, nomen conservandum) probabilmente originaria del Sud America, è la più numerosa del mondo vegetale, comprende oltre 23 000 specie distribuite su 1 535 generi, oppure 22 750 specie e 1 530 generi secondo altre fonti (una delle checklist più aggiornata elenca fino a 1 679 generi). La famiglia attualmente (2021) è divisa in 16 sottofamiglie.

### Filogenesi
Le piante di questo gruppo appartengono alla sottotribù Piptocarphinae descritta all'interno della tribù Vernonieae Cass. della sottofamiglia Vernonioideae Lindl.. Questa classificazione è stata ottenuta ultimamente con le analisi del DNA delle varie specie del gruppo. Da un punto di vista filogenetico in base alle ultime analisi sul DNA la tribù Vernonieae è risultata divisa in due grandi cladi: Muovo Mondo e Vecchio Mondo. I generi di Piptocarphinae appartengono al clade relativo all'America.
La sottotribù, e quindi i suoi generi, si distingue per i seguenti caratteri:
- le foglie basali non sono né di tipo ericoide e neppure embricate;
- la disposizione delle foglie lungo il caule è sia opposta che alternata;

- i capolini in genere hanno pochi fiori (meno di 20).

Altre caratteristiche, ritenute in passato più significative, come le punte smussate dei peli dello stilo e i peli stellati, ora sono considerate caratteristiche secondarie o “deboli”.
In precedenza la tribù Vernonieae, e quindi la sottotribù (Piptocarphinae) di questo genere, era descritta all'interno della sottofamiglia Cichorioideae. Alle analisi del DNA la sottotribù appare parafiletica (il trasferimento di Blanchetia alla sottotribù Lychnophorinae non ha ancora risolto il problema);  con le sottotribù Vernoniinae, Lepidaploinae e Elephantopinae forma un "gruppo fratello".
I caratteri distintivi per le specie di questo genere (Critoniopsis) sono:
- il portamento di queste specie è arbustivo o arboreo;
- le code delle antere, se presenti, non sono sclerificate;
- solamente le brattee involucrali interne sono decidue.

Il numero cromosomico delle specie di questo genere è: 2n = 34.

### Elenco delle specie
Questo genere ha 77 specie:
- Critoniopsis aristeguietae (Cuatrec.) H. Rob.
- Critoniopsis augustiniana (Cuatrec.) H. Rob. & V. A. Funk
- Critoniopsis autumnalis (McVaugh) H. Rob.
- Critoniopsis ayabacensis Sagást. & M. O. Dillon
- Critoniopsis bitriflora (Cuatrec.) H. Rob.
- Critoniopsis bogotana (Cuatrec.) H. Rob.
- Critoniopsis boliviana (Britton) H. Rob.
- Critoniopsis brachystephana (Cuatrec.) H. Rob.
- Critoniopsis cajamarcensis (H. Rob.) H. Rob.
- Critoniopsis canaliculata M. Monge & Semir
- Critoniopsis cerulosa Haro-Carr. & H. Rob.
- Critoniopsis choquetangensis H. Rob.
- Critoniopsis cinerea S. Díaz & Obando
- Critoniopsis concolor H. Rob. & V. A. Funk
- Critoniopsis cotopaxensis H. Rob.
- Critoniopsis cuatrecasasii H. Rob.
- Critoniopsis diazii H. Rob.
- Critoniopsis dorrii H. Rob.
- Critoniopsis duncanii (S. B. Jones) H. Rob.
- Critoniopsis elbertiana (Cuatrec.) H. Rob.
- Critoniopsis floribunda (Kunth) H. Rob.
- Critoniopsis franciscana (Cuatrec.) H. Rob.
- Critoniopsis glandulata (Cuatrec.) H. Rob.
- Critoniopsis gynoxiifolia H. Rob.
- Critoniopsis harlingii (H. Rob.) H. Rob.
- Critoniopsis hermogenesii M. Monge & Semir
- Critoniopsis huairacajana (Hieron.) H. Rob.
- Critoniopsis huilensis (Cuatrec.) H. Rob.
- Critoniopsis jalcana (Cuatrec.) H. Rob.
- Critoniopsis jaramilloi Pruski & H. Rob.
- Critoniopsis jelskii (Hieron.) H. Rob.
- Critoniopsis jubifera (Rusby) H. Rob.
- Critoniopsis killipii (Cuatrec.) H. Rob.
- Critoniopsis lewisii H. Rob.
- Critoniopsis lindenii Sch. Bip.
- Critoniopsis macphersonii (S. B. Jones & Stutts) H. Rob.
- Critoniopsis macrofoliata H. Rob.
- Critoniopsis magdalenae (G. M. Barroso) H. Rob.
- Critoniopsis meridensis (V. M. Badillo) V. M. Badillo
- Critoniopsis mucida (Cuatrec.) H. Rob.
- Critoniopsis narinoensis H. Rob. & S. C. Keeley
- Critoniopsis nonoensis (Benoist) H. Rob.
- Critoniopsis oblongifolia Sagást. & M. O. Dillon
- Critoniopsis occidentalis (Cuatrec.) H. Rob.
- Critoniopsis palaciosii H. Rob.
- Critoniopsis pallida (Cuatrec.) H. Rob.
- Critoniopsis paradoxa (Sch. Bip.) V. M. Badillo
- Critoniopsis paucartambensis (M. O. Dillon) H. Rob.
- Critoniopsis pendula (Cuatrec.) H. Rob.
- Critoniopsis persetosa Haro-Carr. & H. Rob.
- Critoniopsis peruviana (Cuatrec.) H. Rob.
- Critoniopsis popayanensis (Cuatrec.) H. Rob.
- Critoniopsis pycnantha (Benth.) H. Rob.
- Critoniopsis quillonensis  H. Rob.
- Critoniopsis quinqueflora (Less.) H. Rob.
- Critoniopsis sagasteguii (M. O. Dillon) H. Rob.
- Critoniopsis sodiroi (Hieron.) H. Rob.
- Critoniopsis sodiroioides H. Rob. & V. A. Funk
- Critoniopsis steinbachii H. Rob.
- Critoniopsis stellata (Spreng.) H. Rob.
- Critoniopsis suaveolens (Kunth) H. Rob.
- Critoniopsis tamana V. M. Badillo
- Critoniopsis tausae H. Rob. & S. C. Keeley
- Critoniopsis tungurahuae (Benoist) H. Rob.
- Critoniopsis turmalensis V. M. Badillo
- Critoniopsis unguiculata (Cuatrec.) H. Rob.
- Critoniopsis uniflora (Sch. Bip.) H. Rob.
- Critoniopsis uniflosculosa (Cuatrec.) H. Rob.
- Critoniopsis uribei H. Rob.
- Critoniopsis ursicola (Cuatrec.) H. Rob.
- Critoniopsis vivarii H. Rob. & V. A. Funk
- Critoniopsis weberbaueri (Hieron.) H. Rob.
- Critoniopsis woytkowskii (S. B. Jones) H. Rob.
- Critoniopsis yamboyensis (Benoist) H. Rob.
- Critoniopsis yungasensis (Britton) H. Rob.
- Critoniopsis zamorensis Haro-Carr. & H. Rob.
- Critoniopsis zarucchii H. Rob.

### Sinonimi
Sono elencati alcuni sinonimi per questa entità:
- Tephrothamnus Sch.Bip.